# 瑪莎·蓋爾霍恩
玛莎·盖尔霍恩（英語：Martha Gellhorn，1908年11月8日—1998年2月15日），美国小说作家、旅行作家、记者，《伦敦每日电讯报》称她是美国20世纪最伟大的戰地记者之一。在六十年的职业生涯中，担任战地记者长达五十年。她报道过西班牙内战、芬兰战争、第二次世界大战、中国抗日战争、越南战争等八次战争，美国作家海明威第三任妻子。她去世后，新闻界设立了以她的名字命名的新闻奖。

## 作者生平
1908年11月8日，玛莎出生于美国的圣路易斯，就读于巴勒斯学校。
1926年，就读于布林莫尔学院，并开始文学创作。
1929年，她曾短暂的在《新共和国周刊》担任校对员的工作，也曾在美国奥尔巴尼的《赫斯特联合时报》做过初任记者。
1930年，立志要成为一个外国记者，她去了法国两年，曾在巴黎联合报业局工作。
1934年，回到美国后，她成为小说家，写了《疯狂的追求》等小说。之后玛莎被哈里·霍普金斯聘为联邦紧急救济署的实地调查员。
1936年，她曾与一名摄影师多萝西娅兰芝，在大萧条期间，记录饥饿和无家可归者的日常生活。他们的报告后来成为大萧条时期政府文件的一部分。玛莎的报告引起了埃莉诺·罗斯福的注意，从此两人成为终生的朋友。她的研究结果是一个短篇小说集，而《我见过的麻烦》是在此基础上创作的，里面携带了一个由H.G.威尔斯写的序言，赞美玛莎的“洞察力和穿透力”。她的照片曾经出现在《星期六文学评论》的封面上，在这之后不久，她成为了一名在马德里的战地记者。之后的九年，她报道了从英国到中国的全世界的战争。同年，她在市中心的Key West酒吧碰到了作家海明威。
1940年11月20日，玛莎·盖尔霍恩与海明威在怀俄明州结婚。成为海明威的第三任妻子。后来玛莎与海明威租下古巴的“观景庄”。他们在这里度过将近一年的甜蜜生活，玛莎接到《考利叶周刊》的邀请，让她去中国报道抗日战争。之后，她先后报道了芬兰、香港、缅甸、新加坡和英国的战争。
1944年，由于缺乏正式的记者证，战争中，她化装成英国的担架队随部队登陆了诺曼底，成为了第一个报道诺曼底登陆的女记者。后来她回忆说，“我将会跟随战争到达每个我能够到达的地方” 
1945年，她与海明威离婚，继续她的危险报道。
1977年，她报道了关于越南南方贫民所遭受的痛苦，而被禁止再到越南。
1989年，现场报道美国入侵巴拿马的事件。
1998年，在与癌症长期的斗争和近乎完全失明的状态下，玛莎·盖尔霍恩在伦敦吞服氰化钾胶囊自杀。

## 她的著作
1934年以来，玛莎·盖尔霍恩出版了许多书籍，包括收集关于战争的文章，《面对战争》（1959年）通过在八十年代中美洲的战争，从1937年的西班牙内战，无论人们是什么样的政治意识形态，她坦诚的报告反映出她对于那些人的感情，以及她的良心的坦诚和脆弱。“我写的非常快，因为我不得不”她说，“我怕我会忘记确切的声音、气味、言语、手势，这些对于现在的时刻，现在的地方来说都是特别的。”无论是在爪哇岛、芬兰、中东或越南，她用同样有力的方法。《面对战争》被《纽约时报》称为是“一个才华横溢的反战的书。”
《无法脱身的处境》是玛莎于1948年出版的，经过10多年在欧洲和亚洲的战斗阵地的第一手观察，《纽约时报》评价这是一本“绷紧的，温柔的，艰难的书。许多读者会发现玛莎在艺术上的转型。它给读者展现的是她（玛莎·盖尔霍恩）每一次思想上的变化。除此之外还有：一本关于麦卡锡主义的小说：《最矮的树有最高的地方》（1967年）；关于她的旅行记录（包括与海明威的一次旅行）：《我和另一个人的游记》（1978年）和她平时的新闻的集合：《来自地面的观点》（1988）。

## 玛莎·盖尔霍恩和海明威
1936年年底，玛莎在佛罗里达的基韦斯特旅行时，在市中心的一间名为基韦斯特的小酒馆中遇见海明威，当时海明威出版过《太阳照常升起》等小说，同时，也是非常出色的新闻记者。相同的作家兼新闻记者的身份使他们惺惺相惜，相互倾慕。1940他们年结婚，在欧洲蜜月旅行期间，海明威写出了的名著《丧钟为谁而鸣》。
然而，《丧钟为谁而鸣》也是最后一本呈献给她的书。
中国之行，暴露了玛莎与海明威的分歧：玛莎马不停蹄的采访一个又一个人物，写报道，而海明威却在街头遊玩，如同一个观光客；玛莎对中国充满向往，然而当时中国的现实却让她感到失望，当她需要安慰的时候，海明威又对她冷嘲热讽。中国之行后，二人都专注于自己的记者事业，聚少离多让二人于1945年离婚。离婚之后，他们相互诋毁咒骂，憎恨对方。她说“海明威和我，都害怕对方，只有对方知道，另一个人是多麽地残暴”。

## 玛莎·盖尔霍恩新闻奖
以著名战地记者玛莎·盖尔霍恩的名字命名，成立于1999年。用她自己的话说这是“战地视角”（其和平年代采访文集同名）。该奖项每年颁发给那些作品已经出现或刊登在有信誉的互联网出版物的记者。2012年玛莎盖尔霍恩新闻奖的得奖人是加雷斯·波特

## 相关电影
2011年的由米歇尔·米多里·菲利安导演的约60分钟的纪录片《没有职业的女性：二战中的女性的报道》描述了玛莎·盖尔霍恩如何改变战争报道的。2012年上映的电影《海明威与盖尔霍恩》故事主要聚焦海明威同盖尔霍恩的情感纠葛，克里夫·欧文扮演欧内斯特·海明威，妮可·基德曼饰演他的妻子盖尔霍恩。

## 延伸阅读
- Moorehead, Caroline. . London: Chatto & Windus. 2006. ISBN 0-7011-6952-4.
- Gourley, Catherine. . New York: Atheneum Books for Young Readers. 2007. ISBN 978-0-689-87752-0.
- Moorehead, Caroline. . London: Chatto & Windus. 2003. ISBN 0-7011-6951-6.
(re-published as Gellhorn: A 20th-Century Life, Henry Holt & Co., New York (2003) ISBN 0-8050-6553-9)